# Jugoslavizacija
Jugoslavizacija bila je pokušaj stvaranja zajedničkog južnoslavenskog etničkog identiteta tzv. "Jugoslavenstva". Obuhvaća i uvođenje umjetno stvorenog srpskohrvatskog jezika. Umjetno stvarano jugoslavenstvo ne treba miješati s izvornom južnoslavenskom idejom.

## Jugoslavizacija od 1929. do 1935.
Proklamacijom Šestosiječanjske diktature kralj Aleksandar I. Karađorđević, uvedena nasilna ideologija integriranog jugoslavenstva u cilju stvaranja narodnog jedinstva i jedinstvene države. Ovaj program je bio uveden od strane Aleksandra I. u cilju da se riješi nacionalno pitanje u Kraljevini Jugoslaviji. Program je bio opsežan i obuhvaćao je cenzuru medija, školski program, sva društva s nacionalnim imenima se ukidaju.

## Jugoslavizacija poslije II. svjetskog rata
Deklaracijom o nazivu i položaju hrvatskog književnog jezika potpisnici su zahtijevali zaštitu hrvatskog jezika od jugoslavizacije koji je uslijedio nakon tako zvanog „Novosadskog dogovora“ iz godine 1954. 
Politika SFR je nastojila zadovoljiti nacionalne interese pojedinih naroda za federalnim odnosima unutar Jugoslavije. Savez komunista je morao popustiti i dopustiti 1974. novi Ustav.
Ustrojavanjem SR Bosne i Hercegovine KPJ je smatrala da je nacionalno pitanje riješeno. Određivanje republičkih granica smatrali su vladajući komunisti samo privremenim i formalnim pitanjem. 
Pri određivanju granica SR Bosne i Hercegovine partijsko se vodstvo držalo povijesnog a ne etničkog načela. 
Pri oduzimanju područja Srijema sa Zemunom kao i Boke kotorske od Hrvatske, uzimalo se u obzir etničko načelo.
SR Bosna i Hercegovina je kao višenarodna država bila "Jugoslavija u malom".
Jugoslavizacija može označavati i pokušaj ponovne integracije država tzv. "Zapadnog Balkana" u raznim oblicima.

## Vanjske poveznice
- Webstranica HIC   Arhivirana inačica izvorne stranice od 24. rujna 2015. (Wayback Machine)